# حقوق اقتصادی، اجتماعی و فرهنگی
حقوق اقتصادی، اجتماعی و فرهنگی حقوق بشر اقتصادی‌اجتماعی، مانند حق آموزش، حق مسکن، حق استاندارد زندگی کافی، حق بر سلامتی و حق علم و فرهنگ هستند. حقوق اقتصادی، اجتماعی و فرهنگی در میثاق‌های بین‌المللی و منطقه‌ای حقوق بشر به رسمیت شناخته شده و تحت حفاظت قرار دارند. دولت‌های عضو الزامی قانونی برای احترام گذاشتن، حفاظت و به جا آوردن حقوق اقتصادی، اجتماعی و فرهنگی دارند و از آنان انتظار می‌رود به منظور رعایت آنها «اقدام مترقی» انجام دهند.
اعلامیه جهانی حقوق بشر شماری از حقوق اقتصادی، اجتماعی و فرهنگی را به رسمیت می‌شناسد، و میثاق بین‌المللی حقوق اقتصادی، اجتماعی و فرهنگی منبع اصلی قانونی بین‌المللی حقوق اقتصادی، اجتماعی و فرهنگی است.
بسیاری از حقوق اقتصادی، اجتماعی و فرهنگی به رسمیت شناخته شده در میثاق بین‌المللی حقوق اقتصادی، اجتماعی و فرهنگی در برخی از مواد کنوانسیون‌های حقوق بشری مانند: پیمان‌نامه حقوق کودک - کنوانسیون امحای کلیه اشکال تبعیض علیه زنان کنوانسیون امحای کلیه اشکال تبعیض نژادی - کنوانسیون امحای کلیه اشکال تبعیض علیه اشخاص دارای ناتوانی به تفضیل توضیح داده شده‌است.
حق‌های اقتصادی، اجتماعی و فرهنگی حق‌هایی هستند که دولت‌ها برای تحقق آنها صرفاً متعهد به وسیله می‌باشند و نه نتیجه. عموم حق‌های اقتصادی، اجتماعی و فرهنگی جزء حقوق موضوعه محسوب می‌شوند.